# 威廉·安德松
威廉·安德松（瑞典語：Vilhelm Andersson，1891年3月11日—1933年9月21日），瑞典男子游泳、水球运动员。他曾代表瑞典参加1912年、1920年和1924年夏季奥林匹克运动会水球比赛，共获得一枚银牌和一枚铜牌。